# 이종무 장군 묘
이종무장군묘(李從茂 將軍 墓)는 대한민국 경기도 용인시 수지구 고기동에 있는, 고려말 조선초의 명장인 이종무(1360∼1425) 장군의 묘소이다. 단분, 묘비 1기, 상석 1기, 향로석 1기, 문인석 1쌍, 호석이 묘를 조성하고 있다. 1975년 9월 5일 경기도의 기념물 제25호로 지정되었다.

## 개요
여말선초 시기 명장인 이종무(1360∼1425) 장군의 묘소이다.
이종무의 본관은 장수(長水)이며, 자는 돈문(敦文)이다. 어려서부터 활쏘기와 말타기에 능했던 이종무는 고려 우왕 7년(1381) 22살의 젊은 나이로 아버지와 함께 전쟁터로 나가서 강원도에 침입한 왜구를 격파하고 그 공으로 정용호군(精勇護軍)이 되어 벼슬자리에 올랐다. 조선 태조 6년(1397) 옹진만호로 재직 중 서해안에 침입한 왜구를 격퇴한 공으로 첨절제사(僉節制使)가 되었다. 정종 2년에는(1400) 상장군(上將軍)으로 제2차 왕자의 난 때 이방간(芳幹)의 군사를 무찔러 좌명공신(佐命功臣) 4등으로 통원군(通原君)에 봉해졌다. 의주병마사(義州兵馬使), 안주도도병마사(安州道都兵馬使), 동북면도안무사(東北面都安撫使) 겸 병마도절제사(兵馬都節制使), 우군총제 등의 자리에 올랐다. 세종 1년(1419) 삼군 도체찰사(三軍都體察使)에 제수되어 왜구의 침입이 더욱 심해지자 조정에서는 왜구의 소굴인 쓰시마섬(대마도)을 공격하기로 결정하였다. 이에 이종무는 9절제사를 거느리고 경기도 10척, 충청도 32척, 전라도 50척, 경상도 126척, 총계 전함 227척, 장수 이하 관군 669명, 갑사·별패·시위·영진속(營鎭屬)과 잡색군(雜色軍), 원기선군(元騎船軍)을 병합하여, 총수 17,285명을 거느리고 65일 양식을 싸 가지고 거제도에서 행진하여 쓰시마섬을 공략해 왜구의 크고 작은 배 129척과 가호 1,940여 호를 불태웠으며, 적 114급을 베고 포로로 잡혀 있던 중국인 수백 명을 구출하는 대승을 거두었다. 쓰시마섬은 우리나라와 거리가 제일 가까운 일본의 영토로, 이종무에 의해 한때나마 우리나라의 땅이 될 수 있었으며 우리나라의 국력을 과시한 일이 되었다. 세종 7년 1425년 이종무 장군은 과천에서 병사했으며 당시 능안골으로 불렀던 현 위치로 배역되었다.
묘역의 봉분은 부인 평양 조씨와 단분 합장묘로 북동쪽을 향하고 있다. 묘역 입구에 있는 석물은 묘비, 복두공복형(幞頭公服形) 문인석 1쌍, 석조물 1기로 이루어져 있었다. 복두공복형 문인석은 작은 크기로, 문신이 머리에 복두를 쓰고, 공복을 입었다. 이 문인석은 전형적인 조선 초기 묘제 방식으로 부리부리한 인상을 표현해 무덤을 수호하는 역할을 강조하고 있다. 봉분의 전면과 좌우면에는 직사각형의 장대석을 돌려 호석으로 삼았고, 봉분 앞에는 묘비·상석(床石)·향로석(香爐石)이 1개씩 놓여 있다. 양 옆으로는 문인석 1쌍이 배열되어 있으며, 묘비는 상단 모서리 부분을 둥글게 처리하여 좌우에 나선형 문양을 새겼다. 묘역의 좌측에 세워진 묘비는 원래 묘비의 비문이 마모가 심하여 1975년 새로 세워진 것이며 앞쪽의 상석, 향로석 등은 최근 신설된 것이다.

## 같이 보기
- 이종무

## 참고 문헌
- 이종무장군묘 - 국가유산청 국가유산포털